# Mieze Katz
 (juin 2018).
Si vous disposez d'ouvrages ou d'articles de référence ou si vous connaissez des sites web de qualité traitant du thème abordé ici, merci de compléter l'article en donnant les références utiles à sa vérifiabilité et en les liant à la section « Notes et références ».

Mieze Katz, de son vrai nom Maria Mummert, née le 4 mai 1979 à Berlin, est une chanteuse et auteure-compositrice-interprète allemande.

## Carrière professionnelle
En 1997, Mieze Katz a fondé son groupe musical Mia avec le guitariste Andy Ross, avec qui elle a fréquenté le John Lennon High School à Berlin. Leur camarade de classe Sarah Kuttner leur a présenté le bassiste Robert Schütze et le claviériste Ingo Puls. Avec le batteur Hannes Schulze, ils ont formé un groupe de musique et ont subi plusieurs changements de nom jusqu'à ce que le nom actuel du groupe, MIA., qui dérive de l'ancien nom de groupe Me In Affairs, soit déterminé.
En plus de ses activités de groupe, Mieze Katz chante pour et avec d'autres artistes tels que Virginia Jetzt, Eizi Eiz, Melbeatz, Flexevil, Fettes Brot, Oliver Koletzki et Nhoah. Elle a chanté la chanson thème de la version allemande de la série de dessins animés Ruby Gloom.
Mieze Katz apparaît également dans d'autres gammes. Avec Nikolai Kinski, elle a lu le texte de Peter Handke Selbstbezichtigung comme livre audio, une voix off comme "Freundin Mieze" pour la pièce verDünNisiert de Jens Hasselmann qui parle des troubles de l'alimentation et a été un modèle dans le calendrier 2008 de Humphrey. En 2013, Mieze Katz était la marraine de Lina Larissa Strahl au KiKA casting show Dein Song, qui a gagné le casting show. De 2014 à 2017, elle a été membre du jury des quatre saisons de Dein Song. Avec Dieter Bohlen, Marianne Rosenberg et Kay One, elle a également formé le jury pour la 11ème saison du casting show Deutschland sucht den Superstar.

## Vie privée
Le 2 mai 2017, Mieze Katz annonce sur sa page Facebook qu'elle est enceinte de son premier enfant.

## Animation
- 2014 : Deutschland sucht den SuperStar (11e saison) : Juge
- 2014-2017 Dein Song (de) (1re, 2e, 3e et 4e saison) : Juge